# Seefeld (Holstein)
Seefeld er en by og kommune i det nordlige Tyskland, beliggende i Amt Mittelholstein i den sydlige del af Kreis Rendsborg-Egernførde. Kreis Rendsborg-Egernførde ligger i den centrale del af delstaten Slesvig-Holsten.

## Geografi
Seefeld er beliggende omkring 26 km sydøst for Heide. Nord for kommunen løber Kielerkanalen, og omkring 10 km mod syd løber Bundesstraße 430 fra Neumünster mod Meldorf og omkring 12 km mod sydvest Bundesautobahn 23 fra Hamborg til Heide.